# London Critics’ Circle Film Award/Bestes Drehbuch
Seit 1981 wird bei den London Critics’ Circle Film Awards der beste Drehbuchautor geehrt.
Ethan und Joel Coen wurden dreimal ausgezeichnet; Alan Bennett, Woody Allen, David Mamet, Charlie Kaufman sowie Martin McDonagh gewannen jeweils zweimal.

## Preisträger
Anmerkung: Die Preisverleihung bezieht sich immer auf Filme des vergangenen Jahres, Preisträger von 2007 wurden also für ihre Leistungen von 2006 ausgezeichnet.
| Jahr | Preisträger                                                       | Film                                                                                         |
| ---- | ----------------------------------------------------------------- | -------------------------------------------------------------------------------------------- |
| 1981 | Steve Tesich                                                      | Vier irre Typen – Wir schaffen alle, uns schafft keiner (Breaking Away)                      |
| 1982 | Colin Welland                                                     | Die Stunde des Siegers (Chariots of Fire)                                                    |
| 1983 | Constantin Costa-Gavras und Donald Stewart                        | Vermißt (Missing)                                                                            |
| 1984 | Ruth Prawer Jhabvala                                              | Hitze und Staub (Heat and Dust)                                                              |
| 1985 | Philip Kaufman                                                    | Der Stoff, aus dem die Helden sind (The Right Stuff)                                         |
| 1986 | Alan Bennett                                                      | Magere Zeiten – Der Film mit dem Schwein (A private Function)                                |
| 1987 | Woody Allen                                                       | Hannah und ihre Schwestern (Hannah and Her Sisters)                                          |
| 1988 | Alan Bennett                                                      | Das stürmische Leben des Joe Orton (Prick Up Your Ears)                                      |
| 1989 | David Mamet                                                       | House of Games                                                                               |
| 1990 | Christopher Hampton                                               | Gefährliche Liebschaften (Dangerous Liaisons)                                                |
| 1991 | Woody Allen                                                       | Verbrechen und andere Kleinigkeiten (Crimes and Misdemeanors)                                |
| 1992 | David Mamet                                                       | Homicide – Mordkommission (Homicide)                                                         |
| 1993 | Michael Tolkin                                                    | The Player                                                                                   |
| 1994 | Harold Ramis und Danny Rubin                                      | Und täglich grüßt das Murmeltier (Groundhog Day)                                             |
| 1995 | Quentin Tarantino                                                 | Pulp Fiction                                                                                 |
| 1996 | Paul Attanasio                                                    | Quiz Show, Enthüllung (Disclosure)                                                           |
| 1997 | Ethan und Joel Coen                                               | Fargo                                                                                        |
| 1998 | Brian Helgeland und Curtis Hanson                                 | L.A. Confidential                                                                            |
| 1999 | Andrew Niccol                                                     | Die Truman Show (The Truman Show), Gattaca                                                   |
| 2000 | Alan Ball                                                         | American Beauty                                                                              |
| 2001 | Charlie Kaufman                                                   | Being John Malkovich                                                                         |
| 2002 | Ethan und Joel Coen                                               | The Man Who Wasn’t There                                                                     |
| 2003 | Andrew Bovell                                                     | Lantana                                                                                      |
| 2004 | Peter Weir und John Collee                                        | Master & Commander – Bis ans Ende der Welt (Master and Commander: The Far Side of the World) |
| 2005 | Charlie Kaufman                                                   | Vergiss mein nicht! (Eternal Sunshine of the Spotless Mind)                                  |
| 2006 | Paul Haggis und Robert Moresco                                    | L.A. Crash (Crash)                                                                           |
| 2007 | Peter Morgan                                                      | Die Queen (The Queen)                                                                        |
| 2008 | Florian Henckel von Donnersmarck                                  | Das Leben der Anderen                                                                        |
| 2009 | Simon Beaufoy                                                     | Slumdog Millionär (Slumdog Millionaire)                                                      |
| 2010 | Jesse Armstrong, Simon Blackwell, Armando Iannucci und Tony Roche | Kabinett außer Kontrolle (In the Loop)                                                       |
| 2011 | Aaron Sorkin                                                      | The Social Network                                                                           |
| 2012 | Asghar Farhadi                                                    | Nader und Simin – Eine Trennung                                                              |
| 2013 | Michael Haneke                                                    | Liebe (Amour)                                                                                |
| 2014 | Ethan und Joel Coen                                               | Inside Llewyn Davis                                                                          |
| 2015 | Wes Anderson                                                      | Grand Budapest Hotel (The Grand Budapest Hotel)                                              |
| 2016 | Tom McCarthy und Josh Singer                                      | Spotlight                                                                                    |
| 2017 | Kenneth Lonergan                                                  | Manchester by the Sea                                                                        |
| 2018 | Martin McDonagh                                                   | Three Billboards Outside Ebbing, Missouri                                                    |
| 2019 | Deborah Davis und Tony McNamara                                   | The Favourite – Intrigen und Irrsinn                                                         |
| 2020 | Bong Joon-ho                                                      | Parasite                                                                                     |
| 2021 | Chloé Zhao                                                        | Nomadland                                                                                    |
| 2022 | Ryūsuke Hamaguchi und Takamasa Ōe                                 | Drive My Car                                                                                 |
| 2023 | Martin McDonagh                                                   | The Banshees of Inisherin                                                                    |
| 2024 | Justine Triet und Arthur Harari                                   | Anatomie eines Falls                                                                         |
| 2025 | Jesse Eisenberg                                                   | A Real Pain                                                                                  |